# (1400) Tirela
(1400) Tirela es un asteroide que forma parte del cinturón de asteroides y fue descubierto por Louis Boyer el 17 de noviembre de 1936 desde el observatorio de Argel-Bouzaréah, Argelia.

## Designación y nombre
Tirela fue designado inicialmente como 1936 WA.
Posteriormente, se nombró en honor de Charles Tirel, un amigo del descubridor.

## Características orbitales
Tirela está situado a una distancia media del Sol de 3,127 ua, pudiendo alejarse hasta 3,862 ua. Su excentricidad es 0,2351 y la inclinación orbital 15,53°. Emplea 2020 días en completar una órbita alrededor del Sol.